# Атіф Дудакович
Атіф Дудакович (босн. Atif Dudaković; нар. 2 грудня 1953, Орахова, Боснія і Герцеговина) — колишній генерал Армії Республіки Боснія і Герцеговина (АРБіГ), командувач П'ятого корпусу цієї армії.
Перейшовши з ЮНА, де він дослужився до чину майора і посади начальника артилерії бригади, дислокованої у м. Книн, Атіф Дудакович стає спершу начальником штабу ТО муніципалітету Бихач, а згодом командувачем Другої боснійсько-хорватської піхотної бригади. Пізніше був підвищений до командувача П'ятого корпусу Армії Республіки Боснії і Герцеговини під час Боснійської війни. Підрозділи під його командуванням зняли блокаду з Бихача, завдали поразки підрозділам Народної оборони Західної Боснії під командуванням Фікрета Абдича і розбили частини війська Республіки Сербської у районі Боснійської Країни. Після війни був командувачем Спільного командування Армії Федерації Боснії і Герцеговини. Після звинувачення спочатку сербських, а потім і хорватських ЗМІ у тому, що він, ще бувши офіцером ЮНА, протягом війни у Хорватії та воєнних дій на території БіГ начебто віддавав накази палити села, Атіф Дудакович спростував згадані звинувачення, заявивши, що боснійці стали «розмінною монетою» у сербсько-хорватських відносинах і що самосуд у ЗМІ є продовженням сербської і хорватської агресії супроти Боснії і Герцеговини.
У вересні 2006 р. сербські телеканали «B92» і Радіотелебачення Сербії транслювали дві відеоплівки, на одній із яких, чітко видно, як Дудакович віддає накази «відкрити вогонь» або «спалити це все» відносно сербського села під час операції «Сана» 1995 р. Після виходу відео Дудакович зробив заяву:
|  | Армії Республіки Боснії і Герцеговини ніколи не давали наказів коїти злочини. Якщо таке траплялося, то було б проведено розслідування і винуватців би покарали. ... У фільмі показана лінія фронту. Я, як правило, був зайнятий на лінії фронту керуванням артилерією. Я артилерист. Фільм із його субтитрами — звичайний продукт сербської пропаганди, з якою ми стикалися протягом усієї війни та й після неї. Ось чому я не хвилююся. |

На посаді командира 5-го корпусу залишався до 28 листопада 1997 року, пізніше був командувачем Об'єднаного командування Армії Федерації Боснії і Герцеговини.
У березні 2017 року прокуратура Хорватії висунула проти Дудаковича та кількох інших офіцерів АРБіГ обвинувачення у воєнних злочинах, скоєних проти хорватів упродовж війни в Боснії та Герцеговині. В обвинувальному акті йому ставиться в провину участь  у руйнуванні Задара та воєнні злочини проти сербського мирного населення на території Хорватії у Дворі-на-Уні, Раковиці, Плитвицях та Глині.
27 квітня 2018 співробітники Державного агентства з розслідувань і захисту затримали Атіфа Дудаковича разом з 11 іншими посадовцями і військовослужбовцями 5-го корпусу АРБіГ за звинуваченням у злочинах проти людяності та воєнних злочинах супроти цивільного населення.